# Uleobryum naganoi
Uleobryum naganoi är en bladmossart som beskrevs av Kiguchi in Kiguchi, Stone och Iwatsuki 1996. Uleobryum naganoi ingår i släktet Uleobryum och familjen Pottiaceae. Inga underarter finns listade i Catalogue of Life.